# Пакистанский поток
Пакистанский поток (первоначально носил наименование Газопровод «Север — Юг») — планируемый к постройке газопровод на территории Пакистана, от порта Карачи на юге до Лахора на севере (там должны построить электростанции, работающие на СПГ). Протяжённость 1,1 тыс. километров. Проектируемая мощность — 12,4 млрд кубометров в год (возможно, будет увеличена до 16 млрд кубометров в год ).
Стоимость 2—2,5 млрд долл.
Предусматривает поставки регазифицированного СПГ и приём газа с ещё не построенного газопровода «Туркменистан — Афганистан — Пакистан — Индия» (ТАПИ).
Начало строительства было запланировано на июль 2021 года (точные сроки не названы).

## История
В 2015 году правительства России и Пакистана заключили соглашение о строительстве газопровода с юга на север Пакистана: от порта Карачи на юге страны до Лахора на севере. Планировалось, что российская сторона будет владеть контрольным пакетом, возьмёт на себя 85 % затрат и будет управлять газопроводом в течение 25 лет. В 2019 году встал вопрос о подсанкционности российских компаний, которые представляли Ростех и ТМК; в начале весны 2021 стало известно, что компания «РТ Глобальные ресурсы» (входит в группу «Ростех») прекратила участие в проекте.
В ноябре 2020 года Москва и Исламабад пересмотрели условия соглашения. Доля пакистанских компаний увеличилась с 51 до 74 %, российских, соответственно, уменьшилась.
В марте 2021 году проект был переименован в «Пакистанский поток».
В мае 2021 года министр энергетики РФ Николай Шульгинов и посол Пакистана в РФ Шафкат Али-Хан подписали документ, который позволит в ближайшее время начать практическую реализацию проекта строительства газопровода. В Минэнерго сообщили, что реализация проекта начнётся в ближайшее время, но точные сроки пока не назвали, как и предполагаемые затраты на проект.